# Ликтор
Лѝктор (на латински: lictor) е една от нисшите държавни длъжности в Древен Рим. Споменават се в историята от времето на управлението на Рим от етруски царе (7 век пр.н.е.).
Ликтори се назначавали като правило от средите на освободените роби.
Първоначално те изпълнявали разпореждания на магистратите. Имали са задачата да свикват Народното събрание, да бдят над официалните жертвоприношения и да изпълняват смъртни присъди. По-късно ликторите изпълнявали само охранителни и парадни функции, които се състояли в съпровождане на висшите магистрати и жреците, въоръжени с фасции.
Броят на ликторите, съпровождащи висшите държавници, зависело от длъжността на съпровожданото лице:
- весталките имали по 1 ликтор;
- едил имал 2 ликтора;
- претор – 6 ликтора;
- консул – 12;
- проконсул – 11;
- диктатор – 24; 12 в периода преди Сула;
- император в периода 1 – 2 век – 24.

## Галерия
- Златна монета от Дакия изобразяваща консул и двама ликтори
- Денарий на Брут с богинята Либерта и ликтори
- Ликтор носещ фасции
- Модерна възстановка на ликтори, носещи фасции